# 母の地図
『母の地図』（ははのちず）は、1942年9月3日公開の日本映画。製作は東宝映画。サイズはモノクロ、スタンダード。時間は109分。

## あらすじ
浅間山麓の名家・岸家も今は没落し、幾里野（きりの）たちは次男がいる東京へ引き揚げることになった。借家住まいであったが、家族揃っての生活が嬉しかった。空想家の長男・平吾は満洲で一旗あげようと、母に借金をして大陸へと旅立つ。ある日、三女・桐江を見染めた専務の令息が結婚を申し込む。悩みを知った次男の親友・北野は桐江のためにと身を引き、新京に行くことを決意する。それでも、桐江を東京駅のホームで待っていたが、失意の中、満洲へ旅立つ。ある夜、平吾から事業の目鼻がつき出し、男児も誕生したという電報が届く。幾里野は桐江に自分たちも満洲にいって生活を立て直そうという。ある晴れた朝、山野を走る列車に新しい希望に満ちた2人の姿があった。

## キャスト
- 岸幾里野：杉村春子
- 岸平吾：三津田健
- 岸直子：一の宮敦子
- 岸沙河雄：大日方伝
- 筧（岸）槙江：千葉早智子
- 岸椙江：花井蘭子
- 岸桐江：原節子
- 舘岡一成：徳川夢声
- 一成の妻：東山千栄子
- 与田専務：丸山定夫
- 与田の妻：英百合子
- 与田隆三：斎藤英雄
- 筧英雄：中村伸郎
- 北野二郎：森雅之
- タイピスト：若原春江
- タイピスト：立花潤子
- 紳士：進藤英太郎
- 課長：嵯峨善兵
- 課長：龍岡晋
- 村長：深見泰三
- 伊作老人：横山運平

## スタッフ
| 本編         | 本編       |
| ------------ | ---------- |
| 脚本         | 植草圭之助 |
| 音楽         | 早坂文雄   |
| 撮影         | 中井朝一   |
| 美術         | 戸塚正夫   |
| 録音         | 下永尚     |
| 照明         | 平岡岩治   |
| 編集         | 長沢嘉樹   |
| チーフ助監督 | 杉江敏男   |
| 現像         | 西川悦二   |
| 潤色、監督   | 島津保次郎 |
| 映像制作     | 東宝撮影所 |
| 配給         | 東宝映画   |